# Göran Wahlenberg
Göran (ou Georg) Wahlenberg est un botaniste suédois, né le 1er octobre 1780 à Kroppa dans le Comté de Värmland et mort le 22 mars 1851.

## Biographie
Wahlenberg s’inscrit à l’université d'Uppsala en 1792, où il reçoit son doctorat de médecine en 1806, puis, en 1814 démonstrateur en botanique et enfin, en 1829, professeur de médecine et de botanique, succédant à Carl Peter Thunberg (1743-1828). Il est le dernier détenteur de cette chaire, ayant été occupée par Carl von Linné (1707-1778), à sa mort en 1851, elle sera subdivisée en plusieurs professorats, la botanique étant attribuée à Elias Magnus Fries (1794-1878).
Wahlenberg travaille principalement sur la répartition géographique des plantes et est l’auteur de nombreuses publications dont la Flora lapponica (1812) ainsi que d’autres travaux sur la flore de l’extrême nord de la Suède.
Le genre Wahlenbergia Schrad. ex Roth, 1821, de la famille des Campanulaceae, lui a été dédié.

## Œuvres diverses
- Flora Carpatorum principalium exhibens plantas in montibus Carpaticis inter flumina Waagum et Dunajetz, cui praemittitur tractatus de altitudine, vegetatione, temperatura et meteoris horum montium in genere (Göttingen, 1814).
- Flora Upsaliensis enumerans plantas circa Upsaliam sponte crescentes. Enchiridion excursionibus studiosorum Upsaliensium accomodatum (Upsaliae, R. Acad. Typographorum, 1820).

## Source
- Traduction de l’article de langue anglaise de Wikipédia.